# Ligne 52 (Infrabel)
 (février 2020).
Si vous disposez d'ouvrages ou d'articles de référence ou si vous connaissez des sites web de qualité traitant du thème abordé ici, merci de compléter l'article en donnant les références utiles à sa vérifiabilité et en les liant à la section « Notes et références ».
Pour les articles homonymes, voir Ligne 52.
La ligne 52 est une ligne de chemin de fer belge reliant Termonde à Anvers. 
En 2019, deux tiers de la ligne (côté Anvers) sont desservis par des trains de voyageurs périurbains anversois, alors que le tronçon côté Termonde est exploité touristiquement par le Chemin de fer à vapeur Termonde - Puers. 
Malgré sa longueur réduite, elle relie quatre nœuds ferroviaires locaux : Termonde, Puers, Boom et Anvers (est). Cette densité très élevée était initialement liée au caractère militairement stratégique de la région. Si l'avènement de l'automobile a - un temps - donné lieu à une réduction de la desserte (et une remise partielle à voie unique), un phénomène de conurbation du triangle Gand - Anvers - Bruxelles a depuis le début du XXIe siècle donné lieu à un renforcement de l'offre (et un projet de réouverture de la section touristique au trafic commercial).  

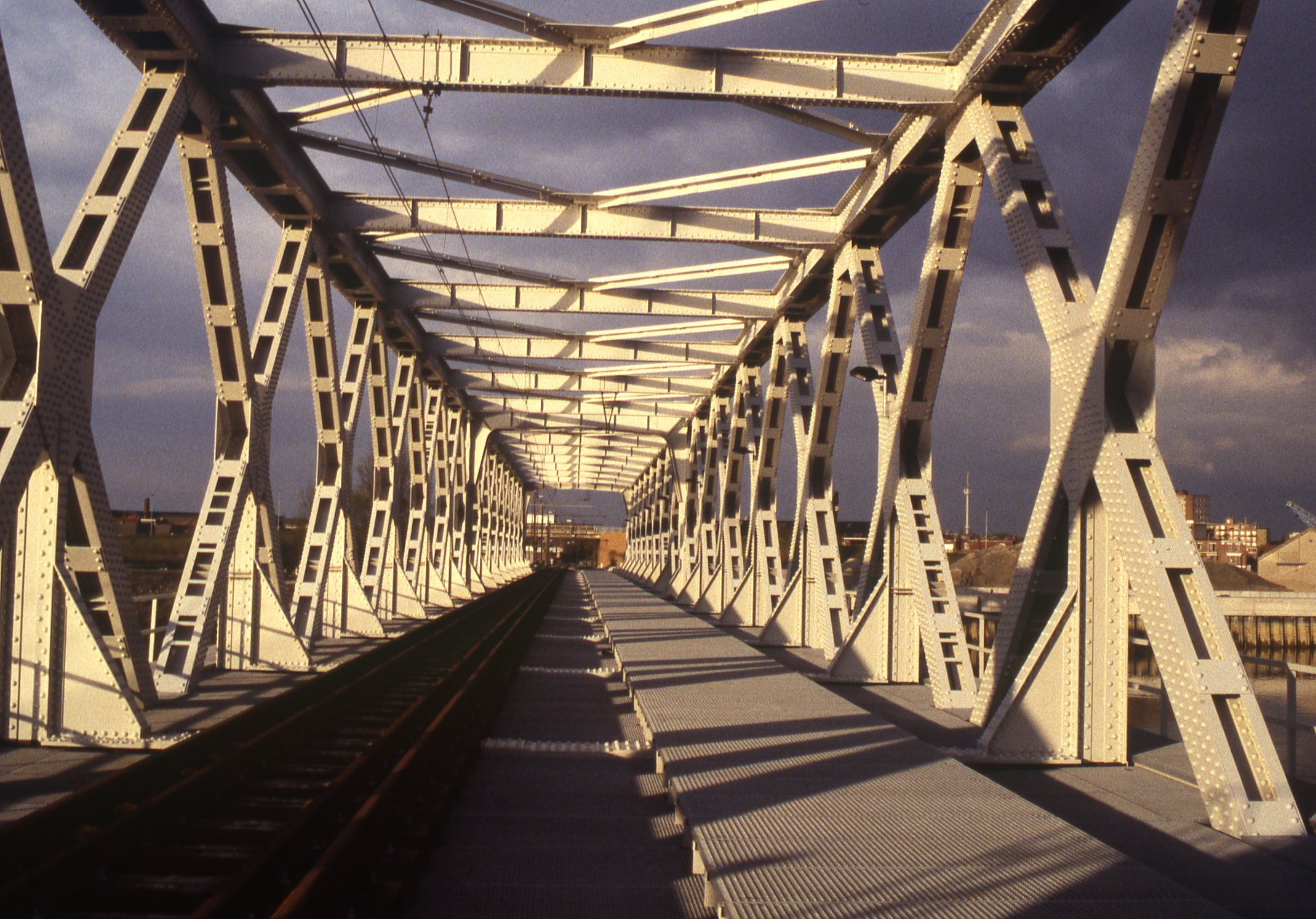
Sur le pont ferroviaire de Boom.

Construite par les Chemins de fer de l'État belge en plusieurs étapes, elle est amorcée sur la ligne des forts (fortenlijn) construite pour desservir la première ceinture de forts défensifs au sud d'Anvers (rive droite). La ligne longe ensuite l'Escaut par sa rive droite jusqu'à sa confluence avec le Rupel qui est franchi au sud de la gare de Boom. La ligne bifurque ensuite vers le sud-ouest pour se rapprocher du fleuve et du nœud ferroviaire de Termonde. Elle offrait une alternative entre Anvers et Gand à la ligne « directe » Anvers (rive gauche) - Gand qui était exploitée par une compagnie privée et qui, par ailleurs, utilisait un écartement de voie différent.

## Histoire

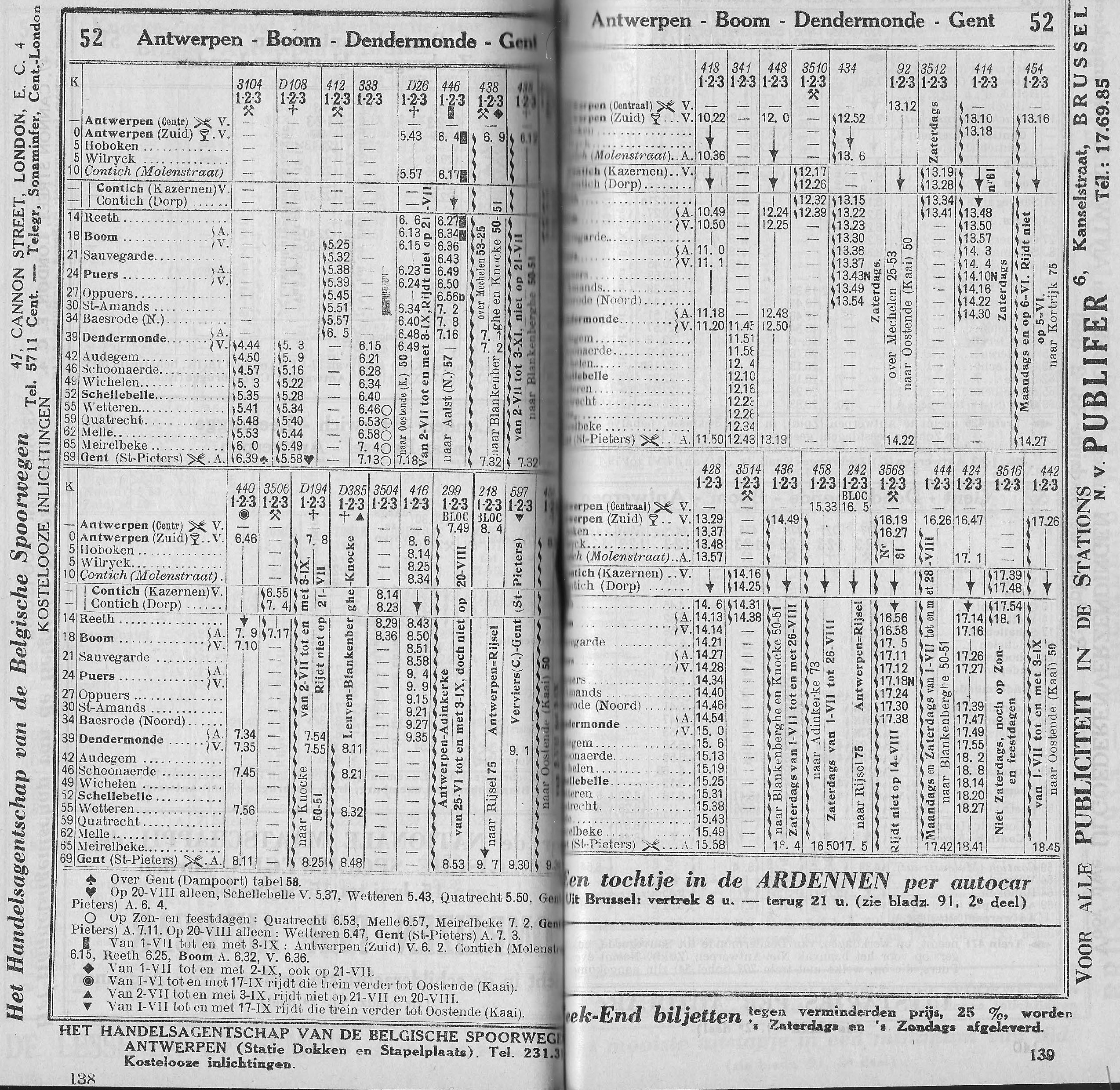
Horaire de 1933

La ligne est inaugurée par phase entre 1876 et 1880, comme prolongement de la ligne des forts mais aussi afin d'établir une liaison plus directe entre Anvers et Termonde. 
Elle tire son origine dans deux projets distincts lesquels seront modifiés en 1877 :
- la ligne du chemin de fer d'Anvers à Tournai vers Douai, concédé à la société éponyme[2] ;
- le chemin de fer de Bruxelles à Boom via Wemmel et Wolvertem, faisant partie d'un réseau de chemin de fer dans le Brabant.

Les deux sont regroupés au sein de la Société générale d'exploitation et feront partie des lignes, non-encore construites, concernées par la convention du 25 avril 1870 qui confiera leur réalisation, pour le compte de l’État belge, au groupe des Bassins Houillers du Hainaut puis à la Société anonyme de construction de chemin de fer.
En 1875, alors que les travaux n'ont pas encore débuté, arguant du fait que le tracé de ces deux lignes comportera deux sections trop rapprochées au sud-ouest de Boom (la ligne de Bruxelles devait passer par Londerzeel tandis que celle de Douai se dirigeait vers Alost en passant par Malderen) le gouvernement suggère d'en modifier le tracé afin de mieux desservir les communes situées entre Termonde et l'embouchure du Rupel lesquelles réclamaient un chemin de fer desservant Sint-Amands et Baesrode : la ligne de Douai sera tracée via Londerzeel au lieu de Malderen tandis qu'on construirait une ligne partant de Boom et desservant Puers, Sint-Amands et Baesrode.
Le projet d'origine du chemin de fer d'Anvers à Douai prévoyait deux embranchements en impasse partant de Boom : un vers Rumst et l'autre vers Schelle ou Nielle. Il fut jugé opportun de prolonger ce dernier jusqu'à Hemiksem et Hokoken, non seulement en vue de donner aux futures lignes 52 et 61 vers la gare d'Anvers-Sud mais aussi car la ligne de Bruxelles (gare de l'Ouest) à Boom par Londerzeel pourrait ainsi devenir un deuxième chemin de fer reliant Bruxelles à Anvers, sans passer par Malines. Ces deux modifications aux clauses de 1870 constituent l'acte de naissance de la ligne 52 qui est formellement ajoutée à la liste des lignes à construire en juin 1877 . Il est à noter qu'en 1884 la création du chemin de fer de Bruxelles à Londerzeel sera abandonnée au profit d'une ligne de chemin de fer vicinal. L'embranchement de Rumst n'a jamais vu le jour non plus
La section entre Anvers-Sud et Hoboken ouvre le 10 juillet 1878, en tant que section de la ligne des Forts construite par l’État Belge celle entre Hoboken et Boom le 20 juillet 1879, entre Termonde et Puurs le 22 juillet 1880, et la section manquante entre Boom et Puurs ouvre le 8 août 1881 après la réalisation du viaduc sur le Rupel.
En 1961, la section au sud de Boom est remise à voie unique.
Le percement du tunnel Kennedy, achevé en 1970, donne lieu à la création d'une nouvelle ligne de ceinture afin d'interconnecter les anciennes gares en impasse d'Anvers rive gauche (également appelée « Tête de Flandres «) et Anvers sud avec la gare d'Anvers-Central. Anvers Sud reste le terminus de la ligne jusqu'à son déplacement vers la ligne de ceinture en 1968. Les trains sont dès lors amorcés en gare d'Anvers-Central.
En 1980, le tronçon Anvers - Boom est électrifié. Le vétuste pont pivotant sur le Canal de Willebroeck et le Rupel est mis hors service et le trafic au sud de Boom est suspendu. La SNCB souhaite le voir reprendre entre Boom et Puurs dès que le remplacement du pont aura été réalisé (l'usine Prayon-Rupel, située sur l'autre rive, reste desservie au départ de Puurs), alors que la section Puers - Baesrode (ou subsiste également une desserte marchandise) est mise à disposition du Chemin de fer à vapeur Termonde - Puers.
En 1998, le pont sur le canal est enfin remplacé et la section Boom - Puurs est électrifiée et à nouveau desservie, avec un unique arrêt intermédiaire à Ruisbroek-Sauvegarde,.